# Årsta stadsdelsområde
Årsta var under 1997 och 1998 ett eget stadsdelsområde i Söderort i Stockholms kommun, vilket omfattade stadsdelarna Årsta, Östberga och Johanneshov. Stadsdelsnämnden startade sin verksamhet den 1 januari 1997 som en av 24 stadsdelsområden.
Stadsdelsområdet gick 1 januari 1999 samman med Enskede stadsdelsområde och bildade Enskede-Årsta stadsdelsområde.